# Clan Toyotomi
Il clan Toyotomi (豊臣氏?, Toyotomi-uji) fu un clan giapponese di origini non nobili e breve vita, che tuttavia ebbe grande influenza durante il periodo Azuchi-Momoyama della storia del Giappone.

## Storia
Il clan fu ufficialmente fondato nel 1586 quando Hashiba Hideyoshi, che pur essendo membro di una famiglia samurai di origini contadine era diventato uno dei più fidati generali di Oda Nobunaga, ricevette il cognome Toyotomi dall'Imperatore. Hideyoshi aveva cercato di ottenere il titolo di shōgun, che gli fu precluso a causa delle sue umili origini, ma gli era stato invece concesso il posto di kanpaku (reggente imperiale) nel 1585; da questo incarico abdicò nel 1591 a favore di suo nipote Miyoshi Nobuyoshi, che seguendo la sua ascesa aveva cambiato nome prima in Hashiba Hidetsugu e poi in Toyotomi Hidetsugu.
Il clan perse il suo potere ed estinse la sua linea maschile con la sconfitta di Toyotomi Hideyori, figlio ed erede di Hideyoshi, nel 1615, nell'assedio di Osaka.

## Albero genealogico dei Toyotomi
- Kinoshita Yaemon e Ōmandokoro
  - Nisshū (sorella di Hideyoshi) = ?
    - Toyotomi Hidetsugu (prima adottato dal Clan Miyoshi, poi adottato da Hideyoshi) (1568–1595)
    - Toyotomi Hidekatsu (poi adottato da Hideyoshi)
    - Toyotomi Hideyasu

  - Toyotomi Hideyoshi (1536–1598)
    - Toyotomi Tsurumatsu (morto a soli 3 anni)
    - Toyotomi Hideyori (1593-1615)
      - Toyotomi Kunimatsu (condannato a morte dopo la sconfitta del padre)
      - Nāhime (dopo la sconfitta del padre entrò in convento con il nome di Tenshūni)
      - Okiku (risparmiata dopo la morte del padre, venne adottata da Goto Noriyoshi)

  - Toyotomi Hidenaga
  - Asahihime